# U.S. National Championships 1939
Gli U.S. National Championships 1939 (conosciuti oggi come US Open) sono stati la 59ª edizione degli U.S. National Championships e quarta prova stagionale dello Slam per il 1939. I tornei di singolare si sono disputati al West Side Tennis Club nel quartiere di Forest Hills di New York, quelli di doppio al Longwood Cricket Club di Chestnut Hill, negli Stati Uniti.
Il singolare maschile è stato vinto dallo statunitense Bobby Riggs, che si è imposto sul connazionale Welby van Horn col punteggio di 6–4, 6–2, 6–4. Il singolare femminile è stato vinto dalla statunitense Alice Marble, che ha battuto in finale la connazionale Helen Jacobs. Nel doppio maschile si sono imposti Adrian Quist e John Bromwich. Nel doppio femminile hanno trionfato Sarah Palfrey Cooke e Alice Marble. Nel doppio misto la vittoria è andata a Alice Marble, in coppia con Harry Hopman.

## Seniors

### Singolare maschile
Bobby Riggs ha battuto in finale  Welby van Horn con il punteggio di 6–4, 6–2, 6–4.

### Singolare femminile
Alice Marble ha battuto in finale  Helen Jacobs con il punteggio di 6–0, 8–10, 6–4.

### Doppio maschile
Adrian Quist /  John Bromwich hanno battuto in finale  Jack Crawford /  Harry Hopman con il punteggio di 8–6, 6–1, 6–4.

### Doppio femminile
Sarah Palfrey Cooke /  Alice Marble hanno battuto in finale  Kay Stammers /  Freda Hammersley con il punteggio di 7–5, 8–6.

### Doppio misto
Alice Marble /  Harry Hopman hanno battuto in finale  Sarah Palfrey /  Elwood Cooke con il punteggio di 9–7, 6–1.